# Spycimir Leliwita

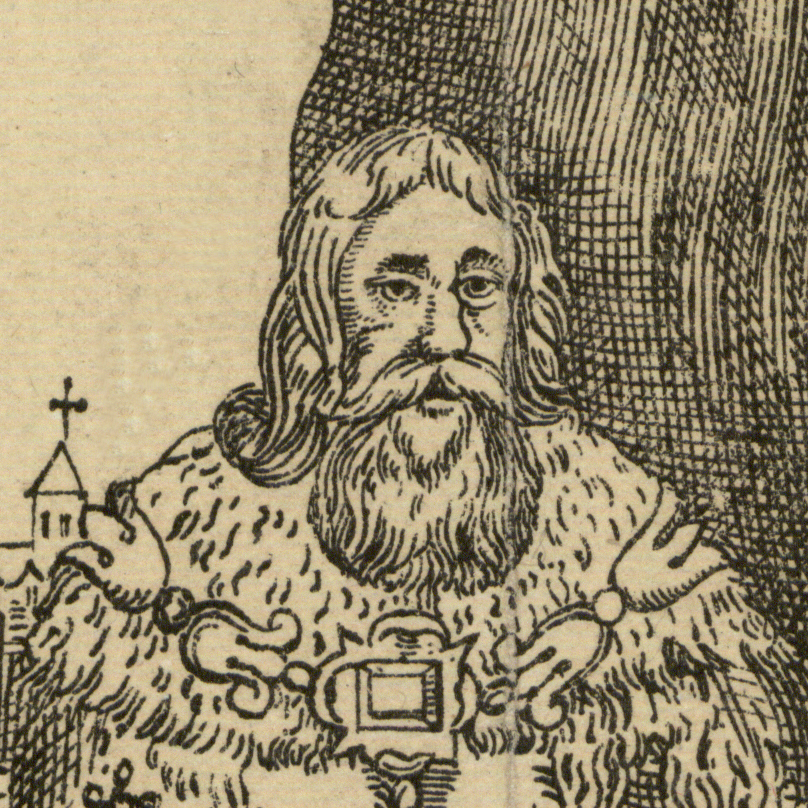
Spycimir Leliwita (Bild aus dem Jahr 1872)

Das Wappen Leliwa

Spycimir des Wappens Leliwa (polnisch Spycimir Leliwita, Spycimir z Piasku i Tarnowa, Spycimir z Melsztyna, Spicymir z Tarnowa, Spytko z Melsztyna, Spicimir na Melsztynie de Lelewel et Fridemund; gestorben wahrscheinlich am 27. März 1352) war ein polnischer Adeliger, Diplomat der Könige Władysław I. Ellenlang sowie Kasimir des Großen, Woiwode von Krakau, Kastellan von Krakau, Wiślica, Nowy Sącz, Gründer der Stadt Tarnów, Urahne einiger Adelsfamilien, darunter von Tarnowski und Melsztyński.

## Leben
Der Name Spycimir, Verniedlichung Spytko, ist slawischer Herkunft, aber nach Jan Długosz kam der Ritter aus dem Rheinland. Nach modernen Forschern stammte er eher aus Schlesien oder Kleinpolen und stieg wie viele andere neue Familien im Milieu von Władysław I. Ellenlang zur Macht auf. Im Jahr 1312 war Spitko de Dubno der Jägermeister in Krakau, ab 1317 ein Kastellan in Nowy Sącz, 1319 in Wiślica, am Ende in Krakau. Ab 1320 unterschrieb er viele königliche Dokumente. Spycimir half bei der Erziehung des künftigen Königs Kasimir. Als Diplomat wurde er u. a. in den Deutschordensstaat geschickt.
Er wurde zunächst mit einer Tochter von Pakosław von Mstyczów des Wappens Lis verheiratet, danach mit Stanisława aus der Familie Bogoria, einer Nichte des Bischofs Jarosław Bogoria. Er baute die Burgen in Tarnów und Melsztyn, wo er die Kreuzung der Handelswege von Krakau nach Lemberg (Via Regia) und von Sandomir nach Ungarn entlang des Dunajec kontrollierte. Er gründete die Stadt Tarnów und hatte 16 Dörfer in der Umgebung.
Er starb um das Jahr 1352 oder 1354.